# Wranglers de Las Vegas
Les Wranglers de Las Vegas sont une franchise de hockey sur glace professionnel qui évoluait en ECHL de 2003 à 2014. Basée à Las Vegas dans le Nevada aux États-Unis, l'équipe jouait au Orleans Arena.

## Historique
La franchise est créée en 2003.
Elle est affiliée au Flames de Calgary de 2003 à 2009 puis aux Coyotes de Phoenix de 2009 à 2011. Parallèlement, elle sert également de club-école pour les équipes de la Ligue américaine de hockey des Lock Monsters de Lowell en 2004-2005, des Ak-Sar-Ben Knights d'Omaha de 2005 à 2007, des Flames de Quad City de 2007 à 2009 et du Rampage de San Antonio de 2009 à 2011.

## Statistiques
| Saison    | PJ | V  | D  | DP | DTB | BP  | BC  | Pts | Classement                    | Séries éliminatoires |
| --------- | -- | -- | -- | -- | --- | --- | --- | --- | ----------------------------- | -------------------- |
| 2003-2004 | 72 | 43 | 22 | -  | 7   | 227 | 186 | 93  | 2e place, division pacifique  | Défaite au 1er tour  |
| 2004-2005 | 72 | 31 | 33 | 3  | 5   | 201 | 199 | 70  | 7e place, division Ouest      | Non qualifiés        |
| 2005-2006 | 72 | 53 | 13 | 4  | 2   | 267 | 176 | 112 | 2e place, division Ouest      | Défaite au 3e tour   |
| 2006-2007 | 72 | 46 | 12 | 6  | 8   | 231 | 187 | 106 | 1re place, division pacifique | Défaite au 3e tour   |
| 2007-2008 | 72 | 47 | 13 | 5  | 7   | 244 | 179 | 106 | 1re place, division pacifique | Finalistes           |
| 2008-2009 | 73 | 34 | 31 | 2  | 6   | 208 | 195 | 76  | 3e place, division pacifique  | Défaite au 3e tour   |
| 2009-2010 | 72 | 34 | 30 | 4  | 4   | 234 | 257 | 76  | 2e place, division pacifique  | Défaite au 1er tour  |
| 2010-2011 | 72 | 38 | 29 | 3  | 2   | 216 | 203 | 81  | 3e place, division pacifique  | Défaite au 1er tour  |
| 2011-2012 | 72 | 42 | 22 | 1  | 7   | 235 | 198 | 92  | 2e place, division pacifique  | Défaite en finale    |
| 2012-2013 | 72 | 37 | 30 | 2  | 3   | 196 | 192 | 79  | 3e place, division pacifique  | Défaite au 1er tour  |
| 2013-2014 | 72 | 20 | 44 | 4  | 4   | 174 | 248 | 48  | 4e place division pacifique   | Défaite au 1er tour  |

## Logos

Logo de 2003 à 2010
Logo secondaire
Logo de 2010 à 2012
Logo de 2012 à 2014

## Personnalités de l'équipe
269 joueurs ont porté les couleurs de l'équipe au cours de son existence. Mike Madill est celui qui a disputé le plus de rencontres avec 336 parties jouées. Adam Miller en est le joueur le plus offensif avec 81 buts et 141 aides pour un total de 222 points inscrits. Le joueur le plus pénalisé est Adam Huxley avec 906 minutes reçues. Miller détient également des records d'équipe sur une saison avec 53 aides et 86 points marqués lors de la saison 2009-2010. Eric Lempe possède le record de buts sur une édition avec 37 inscrits en 2011-2012. En 2004-2005, Huxley écope de 294 minutes de pénalité, le plus grand total sur une saison de l'équipe.
Pour les significations des abréviations, voir statistiques du hockey sur glace.

| Joueur               | Pos | PJ  | B  | A   | Pts | Pts / PJ | Pun |
| -------------------- | --- | --- | -- | --- | --- | -------- | --- |
| Adam Miller          | C   | 206 | 81 | 141 | 222 | 1,08     | 202 |
| Tyler Mosienko (en)  | C   | 228 | 73 | 133 | 206 | 0,9      | 321 |
| Shawn Limpright (en) | AG  | 241 | 48 | 123 | 171 | 0,71     | 561 |
| Chris Neiszner (en)  | C   | 244 | 62 | 72  | 134 | 0,55     | 150 |
| Mike Madill          | D   | 336 | 24 | 107 | 131 | 0,39     | 208 |
| Chris Francis (en)   | C   | 223 | 50 | 80  | 130 | 0,58     | 50  |
| Dan Tudin            | AG  | 130 | 54 | 65  | 119 | 0,92     | 124 |
| Eric Lempe (en)      | A   | 109 | 53 | 63  | 116 | 1,06     | 94  |
| Derek Edwardson      | C   | 122 | 43 | 70  | 113 | 0,93     | 89  |
| Steven Crampton (en) | AG  | 123 | 43 | 68  | 111 | 0,9      | 271 |